# イオン大和ショッピングセンター
イオン大和ショッピングセンター（イオンやまとショッピングセンター）は、神奈川県大和市渋谷に所在し、イオンリテールが運営するショッピングセンターである。核店舗はイオン大和店。
なお、神奈川県大和市下鶴間に所在する「大和オークシティ」に出店するイオンモール大和、およびその核店舗であるイオン大和鶴間店とは別の店舗である。

## 概要
1979年10月12日、高座渋谷駅そばにジャスコ大和店としてオープンした。
その後、大和市の「渋谷（南部地区）土地区画整理事業」による立て替え工事のため2009年10月20日にいったん閉店。2011年5月28日にイオン大和ショッピングセンターとしてリニューアルオープンした。
店舗はエンクローズドモール形式で、SRC造・S造の地下1階・地上3階建である。店舗面積は18,210m²で、開業時点で所在地である大和市内では大和オークシティ、イオンつきみ野店に次ぎ、3番目の規模である。

## 歴史
- 1979年10月12日 - ジャスコ大和店としてオープン。
- 2009年10月20日 - 大和市の「渋谷（南部地区）土地区画整理事業」による立て替え工事のため閉店。
- 2011年5月24日 - イオン大和ショッピングセンターとしてリニューアル、ソフトオープン。
- 2011年5月28日 - グランドオープン。